# Тасос Янніціс
Анастасіос Янніціс, також Тасос Янніціс (грец. Τάσος Γιαννίτσης, 1944, Афіни) — грецький політик, член ПАСОК. Колишній міністр праці, закордонних справ, міністр внутрішніх справ Греції.

## Біографічні відомості
Анастасіос Янніціс народився 1944 року в Афінах. Вивчав право й економіко-політичні науки в Афінському університеті. Пізніше здобув ступінь кандидат економічних наук в Вільному університеті Берліна (1974). Від 1975 року він є професором економічного факультету Афінського університету.
Служив консультантом в Союзі грецьких банків, при міністерстві фінансів в уряді Ксенофона Золотаса і ряді інших установ. Член Комітету з фінансів, радник Організації економічного співробітництва та розвитку (1993–2000) і прем'єр-міністра Костаса Симітіса з економічних питань в період 1994–2000 років. Він був міністром праці та соціальної політики (2000–2001), заступником міністра закордонних справ (2001–2004), міністром закордонних справ (2004), державним міністром.
У грудні 2009 року подав у відставку з поста голови ради правління Lambrakis Press і перейшов на пост президента Hellenic Petroleum. 11 листопада 2011 року призначений міністром внутрішніх справ Греції у коаліційному уряді на чолі із Лукасом Пападімосом.